# Aeroportul Nikunau
Aeroportul Nikunau (IATA: NIG, ICAO: NGNU) este un aeroport din Kiribati ce deservește zona Nikunau⁠(d). A fost deschis în august 1978 și numit după zona deservită.
Situat la o altitudine de 2 m, aeroportul dispune de o singură pistă.